# ЈКП Медиана
ЈКП „Медиана” комунално предузеће града Ниша. Осим чишћена, бави се одвозом смећа, јавном хигијеном, зоо хигијеном, одржавањем стамбених и пословних простора и димичарским услугама.

## Делатност
Делатност предузећа је:
· Скупљање отпада који није опасан-претежна делатност
· Третман и одлагање отпада који није опасан
· Скупљање опасног отпада
· сакупљање опасног отпада:
· биолошки опасан отпад
· Третман и одлагање опасног отпада
· третман и одлагање затрованих или угинулих животиња и другог контаминираног отпада
· Уклањање отпадних вода
· пражњење и чишћење септичких јама и резервоара, шахтова и канализационих јама; одржавање хемијских тоалета
· Услуге редовног чишћења зграда
· Услуге осталог чишћења
· чишћење улица, уклањање снега и леда
· Услуге осталог чишћења зграда и опреме
· Припремна градилишта
· рашчишћавање градилишта
· Остале непоменуте личне услужне делатности
· услуге збрињавања кућних љубимаца (смештај и исхрана, чешљање, чување и тренирање).

## Возила ЈКП Медиана
Има око 150 возила различитих по употреби.